# Giornico

Giornico mit Pizzo del Sole im Hintergrund. Historisches Luftbild von Werner Friedli (1954)

Giornico [[dʒorˈniko]] ⓘ, in der alpinlombardischen Ortsmundart [ʒjorˈniːko], deutsch veraltet Irnis, ist eine politische Gemeinde und der Hauptort des Kreises Giornico (Bezirk Leventina) im Schweizer Kanton Tessin. Am 6. April 2025 wurde Bodio eingemeindet.

## Geographie
Das Dorf liegt in der Talsohle der Leventina beidseits des Flusses Ticino. Zwischen den Dorfteilen liegt eine bewohnte Flussinsel. Zur Gemeinde gehört das kleine Dorf Altirolo nordwestlich Giornicos. Von Norden kommend, ist Giornico der erste Ort mit südlichem Charakter.
Die Gemeinde grenzt im Norden und Osten (ehemals Sobrio) an Faido, im Ostsüdosten an Serravalle und Pollegio, im Süden an Personico, im Südwesten an Verzasca (ehemals Frasco) und im Nordwesten ebenfalls an Faido (ehemals Chironico).

## Geschichte
Das Dorf findet sich erstmals um 935/40 (Kopie von 1613/1619) in der Phrase «Ego presbiter Franciscus de Iudicibus Giornicensis» erwähnt; 1202 ist die Rede von «sancto N[icolao] de Iornico». Dem Namen liegt womöglich keltisch *iuris oder *iurom «bewaldeter Berg» zugrunde.
Im Mittelalter gehörte Giornico, zusammen mit den drei ambrosianischen Tälern, dem Domkapitel Mailand und war ein Gerichtsort der Leventina. 1403 wurde es erstmals von Uri und Unterwalden erobert.
Am 28. Dezember 1478 kam es als Folge der die Alpen übergreifenden Machtansprüche der Eidgenossenschaft zur Schlacht bei Giornico, der Battaglia dei Sassi Grossi, bei der die Schweizer die Mailänder besiegten. Sie besiegelte die bis 1798 dauernde Herrschaft von Uri über die Leventina.
1803 kam Giornico wie die gesamte Leventina zum neu gegründeten Kanton Tessin.
Giornico bildet nach wie vor eine eigenständige Bürgergemeinde.

## Bevölkerung
Einwohnerzahlen: Volkszählungsdaten
Anmerkungen: Abnahme 1600 bis 1683 wegen Pest im Jahr 1629. 1880: Bau der Gotthardbahn. 06. April 2025: Eingemeindung von Bodio.
Die starke Zunahme der Einwohner zwischen 1950 und 1970 bzw. die starke Abnahme von 1980 bis 2000 ist auf die Stahlwerke Monteforno zurückzuführen. Diese eröffneten 1946 und beschäftigten 1971 1750 Personen. Nach der Übernahme 1977 durch die Firma Von Roll wurden in den Folgejahren in fortschreitendem Masse Arbeitsplätze abgebaut. Am 31. Januar 1995 wurden die Stahlwerke endgültig geschlossen.

## Sehenswürdigkeiten
Das Dorf ist von Weinbergen und Kastanienwäldern umgeben. Der alte Dorfkern, der im Inventar der schützenswerten Ortsbilder der Schweiz (ISOS) als schützenswertes Ortsbild der Schweiz von nationaler Bedeutung eingestuft ist, besteht vorwiegend aus Steinhäusern. Bekannt ist Giornico besonders für seine romanischen Kirchen.
Kirchen
- Die Kirche San Nicolao ist das bedeutendste romanische Baudenkmal im Tessin und stammt aus den 1120er-Jahren. Sie enthält unter anderem mit Tiermotiven verzierte Kapitelle sowie Wandmalereien aus dem 13. und 15. Jahrhundert, darunter ein Tricephalus, die mehrmals verbotene Darstellung der Dreifaltigkeit mittels ineinander übergehender Gesichter.[12]
- Die Pfarrkirche San Michele wurde 1210 erstmals bezeugt; der heutige Chor datiert von 1644, das heutige Schiff von 1787.[13]
- Die Kirche Santa Maria di Castello steht an der Stelle einer 1518 auf Betreiben der Urner zerstörten Burg und integriert die Mauern des ehemaligen Palas.[14]
- Die Kirche San Pellegrino im Ortsteil Altirolo enthält den bedeutendsten Freskenzyklus des späten 16. Jahrhunderts im Tessin.[15]

Wohnhäuser und Museen
- Im Dorfzentrum des Ortsteiles Chironico steht ein sechsgeschossiger Wohnturm, der mit dem im 10. Jahrhundert wirkenden Bischof Atto von Vercelli in Verbindung gebracht wird. Die heutige Bausubstanz reicht ins 14. Jahrhundert zurück.[16][17]
- Die Casa Stanga ist ein altes Wirtshaus aus dem 16. Jahrhundert, dessen Fassade um 1589 mit gemalten Wappen berühmter Gäste verziert wurde. Seit 1972 beherbergt es das Regionalmuseum der Leventina.[16][18]
- La Congiunta ist ein 1992 vom Architekten Peter Märkli entworfenes, dem Bildhauer Hans Josephsohn gewidmetes Museum.

Brücken
- Zwei romanische Steinbrücken, über die der mittelalterliche Saumpfad führte, verbinden den rechtsseitigen Dorfteil über eine Tessininsel mit dem links des Flusses gelegenen Viertel. Sie wurden im 14. Jahrhundert erstmals erwähnt.[19]
- Das Biaschina-Viadukt mit seinen Spannweiten bis zu 160 m und einer Höhe von 100 m ist das markanteste Bauwerk der Autobahn A2 und wurde 1978–1980 erbaut.[20]

Weitere Sehenswürdigkeiten und Baudenkmäler
- Schlachtdenkmal von Giornico von 1937 (Bildhauer: Apollonio Pessina)
- Schalenstein auf der Alp Cramosin im Ortsteil Sprüch (1720 m ü. M.)[21]
- Wasserfall Cramosina[22]

## Bilder

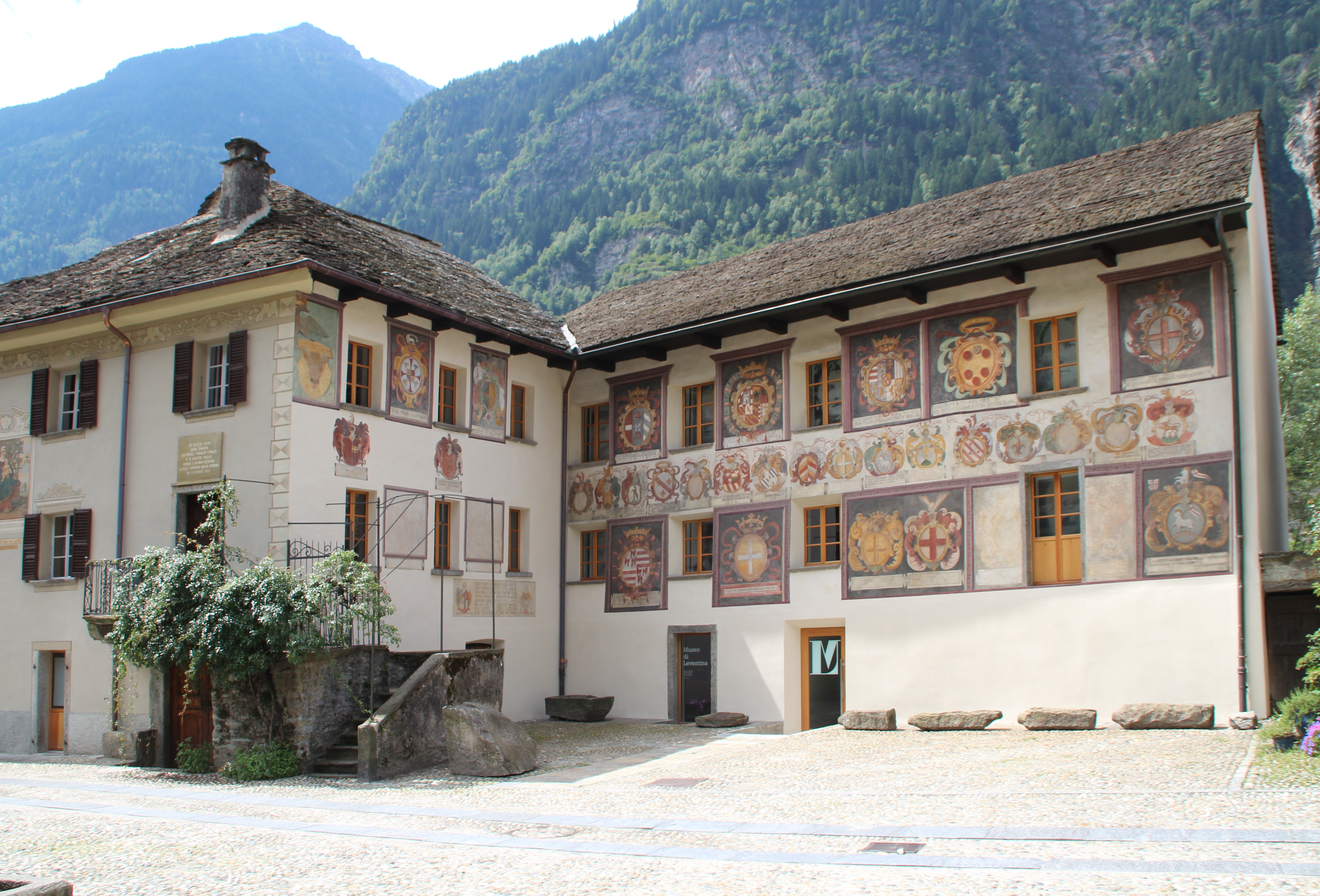
Casa Stanga (Museo di Leventina)
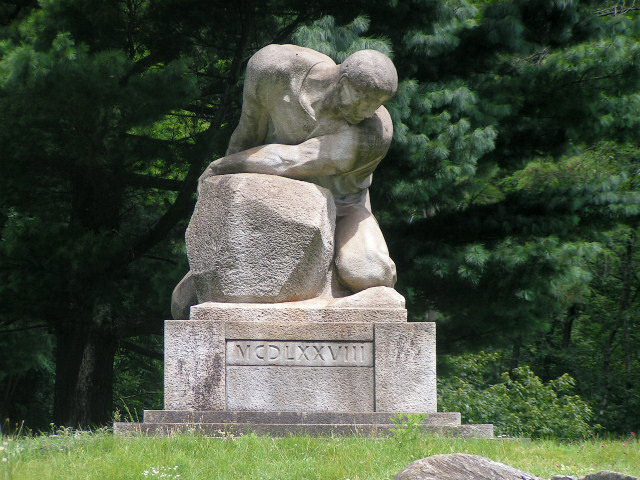
Schlachtdenkmal von Giornico
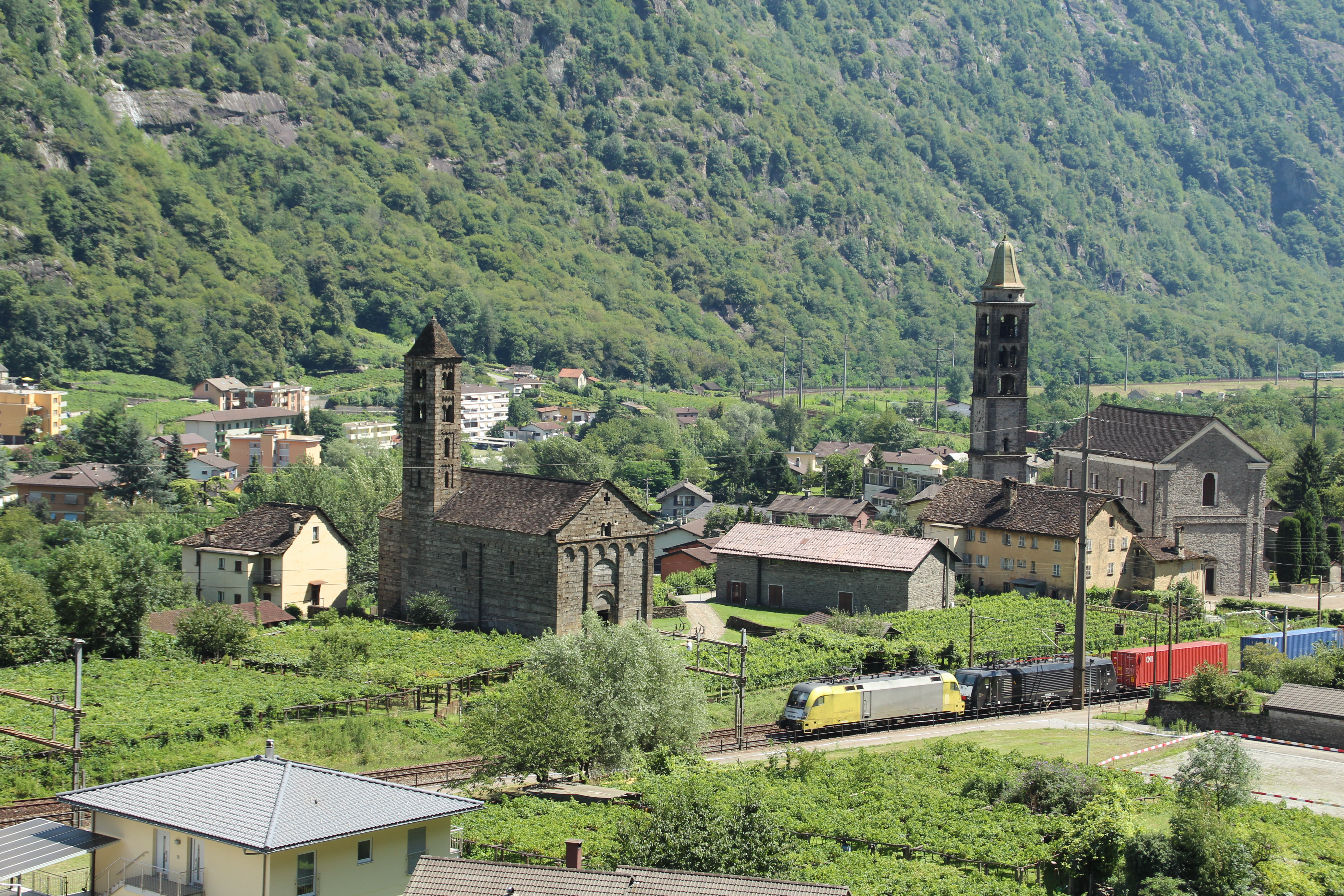
Kirchen San Nicola (links) und San Michele
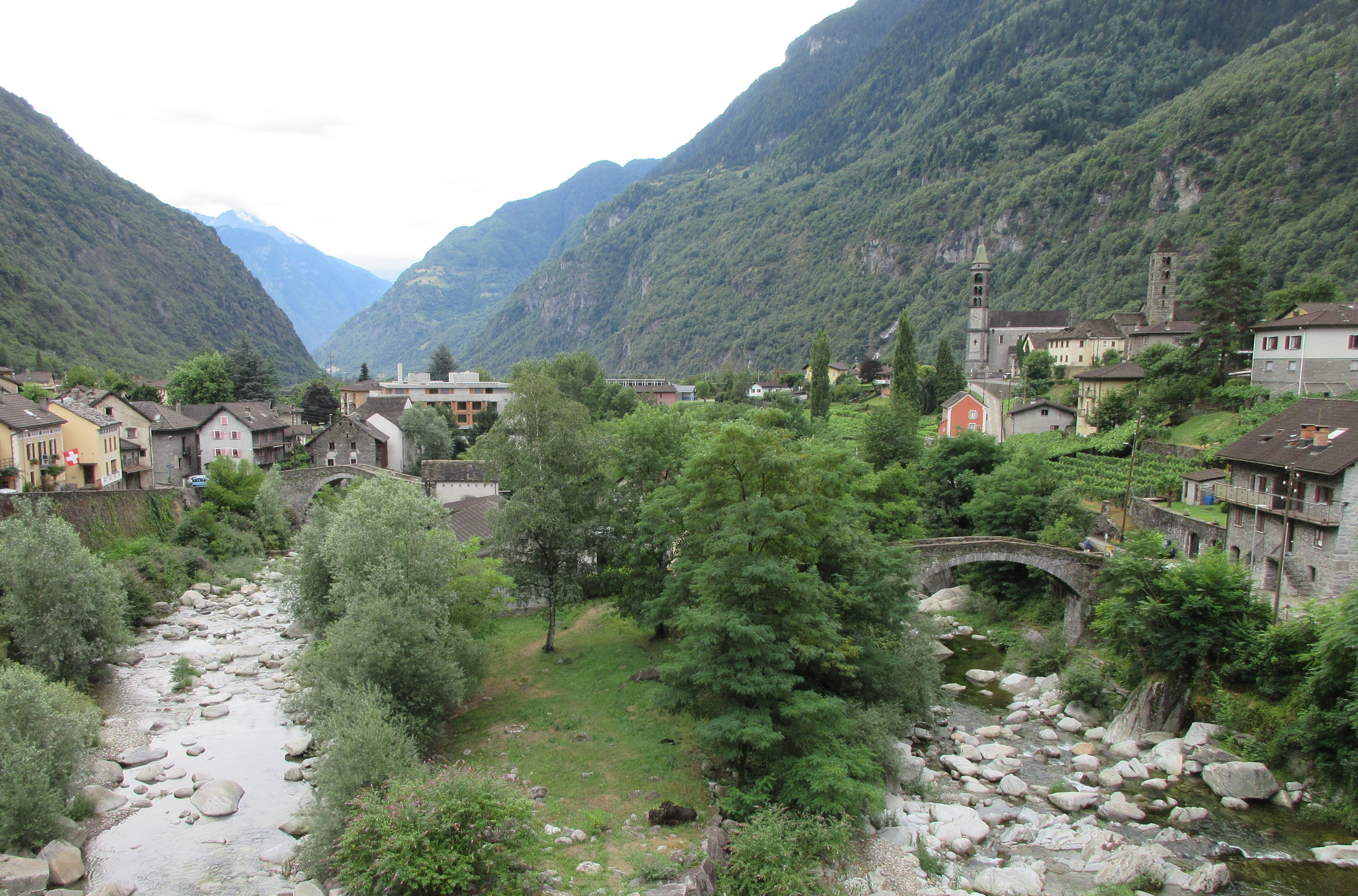
Beide Steinbrücken in Giornico, von Norden gesehen

## Verkehr und Wirtschaft
Giornico war jahrhundertelang ein Bauern- und Säumerdorf, das vom Gotthardverkehr lebte.
Von der Inbetriebnahme der Gotthardbahn 1882 konnte es trotz einem eigenen Bahnhof nicht wie andere Gemeinden profitieren, da dieser aufgrund der schwierigen topographischen Verhältnisse zwei Kilometer ausserhalb der Gemeinde gebaut werden musste. Die Teilstrecken zu den Nachbarbahnhöfen Lavorgo und Bodio mit 26,8 und 27 ‰ weisen die grössten Steigungen der Gotthardbahn auf. Die spätere Verlegung des Bahnhofs mehr zum Zentrum der Gemeinde hin vermochte den Trend nicht aufzuhalten; heute ist die Station geschlossen. Die Linienführung der Gotthardbahn direkt oberhalb von Giornico ist gekennzeichnet durch zwei unmittelbar aufeinander folgende Spiraltunnel (Travi und Pianotondo) auf der linken Seite des Tessintals, die zusammen auch als Biaschina-Schleifen bezeichnet werden. Bei Giornico befindet sich heute der längste und höchste Autobahnviadukt der A2, der Biaschina-Viadukt.
Die 1946 eröffneten Stahlwerke der Firma Monteforno beschleunigten den Wandel zum Industrieort; sie wurden 1994 allerdings geschlossen. Einen Ersatz bietet die im Jahr 2000 nach Giornico gezogene Tensol Rail, die im Bereich Eisenbahnzubehör und Schienenunterhalt tätig ist. Etwa zwei Drittel der aktiven Bevölkerung sind Wegpendler.
2022 wurde der Autobahnanschluss Giornico-Bodio eröffnet. Auf dem ehemaligen Monteforno-Areal richtete das Bundesamt für Strassen (ASTRA) ein Schwerverkehrskontrollzentrum (SVKZ) ein.

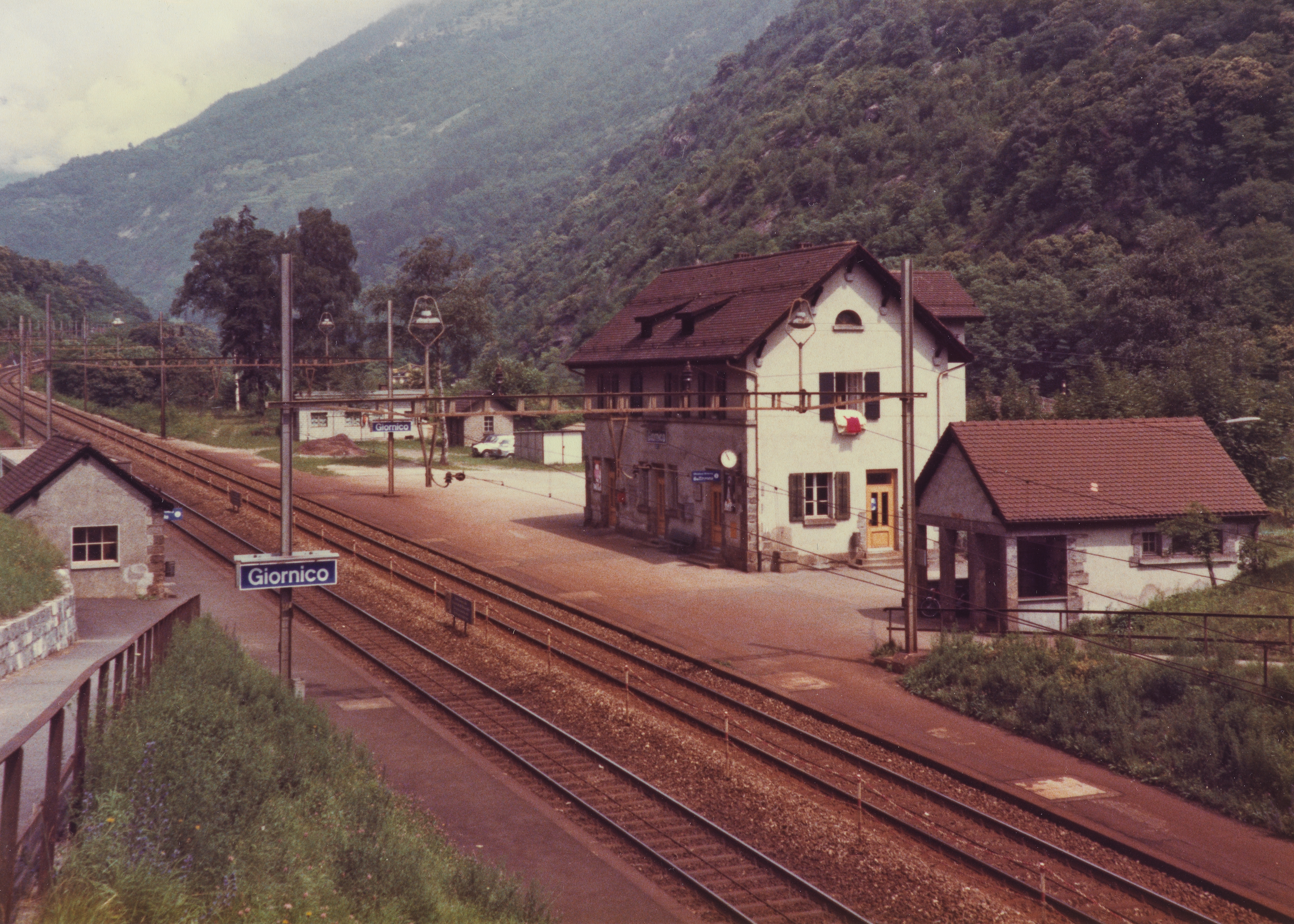
Der 1994 stillgelegte Bahnhof Giornico (um 1980)
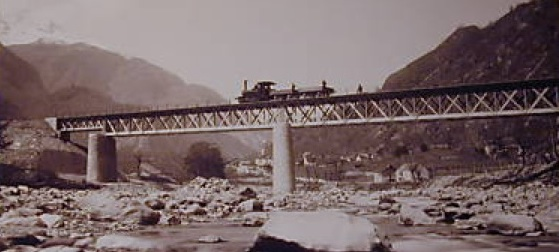
Gotthardbahn: Untere Tessinbrücke mit Giornico
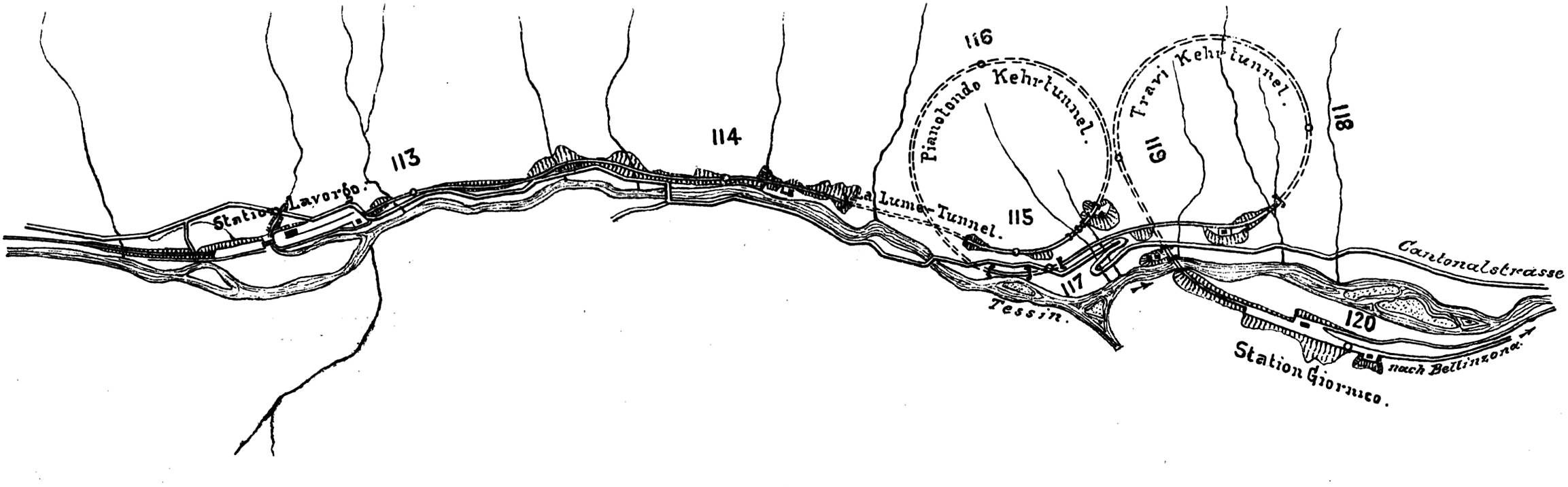
Gotthardbahn: Biaschina-Schleifen mit alter Station Giornico
Biaschina mit Pianotondo, obere Tessinbrücke, Foto SBB nach 1920
Biaschina, obere Tessinbrücke im Umbau, Pianotondobrücke (1919)

## Sport
- Unihockey Giornico[27]